# European Recycling Platform

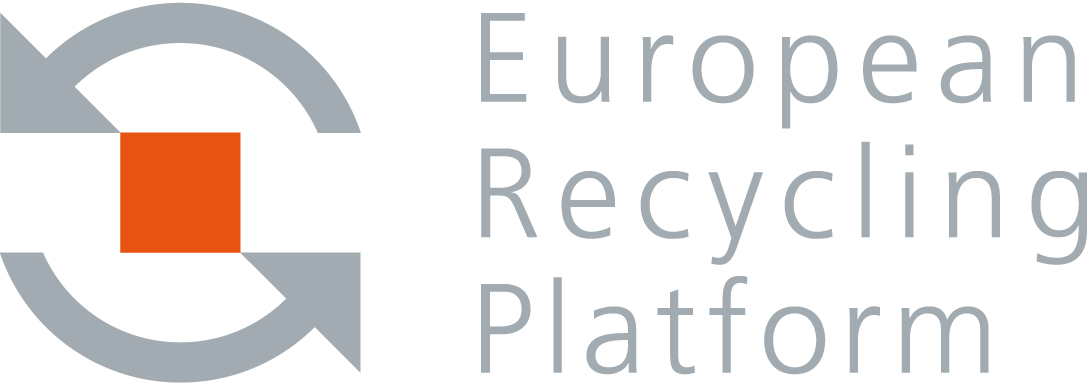
Logo ERP

La European Recycling Platform (ERP) è un consorzio europeo fondato nel 2002 da Braun-Gillette, Electrolux, HP e Sony. In molti paesi in cui opera ERP si è tradotto in un sistema collettivo pan-europeo per la gestione dei Rifiuti di apparecchiature elettriche ed elettroniche (RAEE), creato in risposta alle direttive comunitarie con l'obiettivo di salvaguardare l'ambiente ottimizzando i costi che i produttori  devono sostenere al fine di rispettare gli obblighi imposti dalla normativa vigente.
ERP opera direttamente in 12 paesi (Austria, Danimarca, Finlandia, Francia, Germania, Irlanda, Italia, Norvegia, Polonia, Portogallo, Regno Unito e Spagna). Inoltre in 11 paesi, tra cui l'Italia dal 2009, i servizi sono stati estesi alla gestione dei Rifiuti di Pile e Accumulatori.
ERP supporta gli obiettivi imposti dalla legislazione europea per i RAEE occupandosi per conto dei produttori della raccolta, del riuso, del riciclo e del recupero dei rifiuti di apparecchiature elettriche ed elettroniche, così come del loro smaltimento.
Nell'ottobre 2010 ERP ha raggiunto il traguardo del milione di tonnellate di RAEE riciclati dall'inizio della sua attività. Per celebrare questo risultato ha organizzato in tutti i paesi una serie di eventi, soprattutto concerti, denominati European Recycling Party.